# Gouverneur-generaal van de Filipijnen (1571-1898)
De gouverneur-generaal van de Filipijnen was de belangrijkste gezagdrager van de Filipijnen van 1571 tot het einde van de Spaanse overheersing van de Filipijnen in 1898.

## Lijst van gouverneurs-generaal
- Miguel López de Legazpi, 24 jun 1571 - 20 aug 1572
- Guido de Lavezaris, 20 aug 1572 - 25 aug 1575
- Francisco de Sande, 25 aug 1575 - apr 1580
- Gonzalo Ronquillo de Peñaloza, apr 1580 - 10 mrt 1583
- Diego Ronquillo, 10 mrt 1583 - 16 mei 1584
- Santiago de Vera, 16 mei 1584 - mei 1590
- Gómez Pérez Dasmariñas, mei 1590 - 25 okt 1593
- Pedro de Rojas, okt 1593 - 3 dec 1593
- Luis Pérez Dasmariñas, 3 dec 1593 - 14 jul 1596
- Francisco de Tello de Guzmán, 14 jul 1596 - mei 1602
- Pedro Bravo de Acuña, mei 1602 - 24 jun 1606
- Cristóbal Téllez de Almanza, 24 jun 1606 - 15 jun 1608
- Rodrigo de Vivero y Aberrucia, 15 jun 1608 - apr 1609
- Juan de Silva, apr 1609 - 19 apr 1616
- Andrés Alcaraz, 19 apr 1616 - 18 jun 1618
- Alonso Fajardo de Entenza, 18 jun 1618 - jul 1624
- Jeronimo de Silva, jul 1624 - jun 1625
- Fernándo de Silva, jun 1625 - 29 jun 1626
- Juan Niño de Tabora, 29 jun 1626 - 22 jul 1632
- Lorenzo de Olaza y Lecubarri, 22 juli 1632 - 2 augustus 1635
- Juan Cerezo de Salamanca, 2 augustus 1633 - 25 jun 1635
- Sebastián Hurtado de Corcuera, 25 jun 1635 - 11 aug 1644
- Diego Fajardo Chacón, 11 aug 1644 - 25 jul 1653
- Sabiniano Manrique de Lara, 25 jul 1653 - 8 sep 1663
- Diego de Salcedo, 8 sep 1663 - 28 sep 1668
- Juan Manuel de la Peña Bonifaz, 28 sep 1668 -24 sep 24 1669
- Manuel de León, 24 sep 1669 - 11 apr 1677
- Francisco Coloma, 11 apr 1677 - 21 sep 21 1677
- Francisco Sotomeior y Mansilla, 21 sep 1677 - 28 sep 1678
- Juan de Vargas y Hurtado, 28 sep 1678 - 24 aug 1684
- Gabriel de Curuzealegui y Arriola, 24 aug 1684 - apr 1689
- Alonso de Avila Fuertes, apr 1689 - jul 1690
- Fausto Cruzat y Gongora, jul 1690 - 8 dec 1701
- Domingo Zabálburu de Echevarri, 8 dec 1701 - 25 aug 1709
- Martín de Urzua y Arismendi, 25 aug 1709 - 4 feb 1715
- Jose Torralba, 4 feb 1715 - 9 aug 1717
- Fernando Manuel de Bustillo Bustamante y Rueda, 9 aug 1717 - 11 okt 1719
- Francisco de la Cuesta, 11 okt 1719 - 6 aug 1721
- Toribio José Cosio y Campo, 6 aug 1721 - 14 aug 1729
- Fernando Valdés y Tamón, 14 aug 1729 - jul 1739
- Gaspar de la Torre, jul 1739 - 21 sep 1745
- Juan Arrechederra, 21 sep 1745 - 20 jul 1750 (interim)
- José Francisco de Obando y Solis, 20 jul 1750 - jul 1754
- Pedro Manuel de Arandia Santisteban, jul 1754 - 31 mei 1761
- Miguel Lino de Ezpeleta, jun 1759 - jul 1761
- Manuel Antonio Rojo del Rio Vera, jul 1761 - 6 okt 1762
- Simón de Anda y Salazar, 6 okt 1762 - 10 feb 1764 (zelf verklaard gouverneur van de Filipijnen na veroveren Manilla door de Engelsen)
- Francisco Javíer de la Torre, 10 feb 1764 - 6 jul 1765
- José Antonio Raón y Gutiérrez, 6 jul 1765 - jul 1770
- Simón de Anda y Salazar, jul 1770 - 30 okt 1776
- Pedro de Sarrio, 30 okt 1776 - jul 1778
- José Basco y Vargas, jul 1778  - 22 nov 1787
- Pedro de Sarrio, 22 nov 1787 - 1 jul 1788

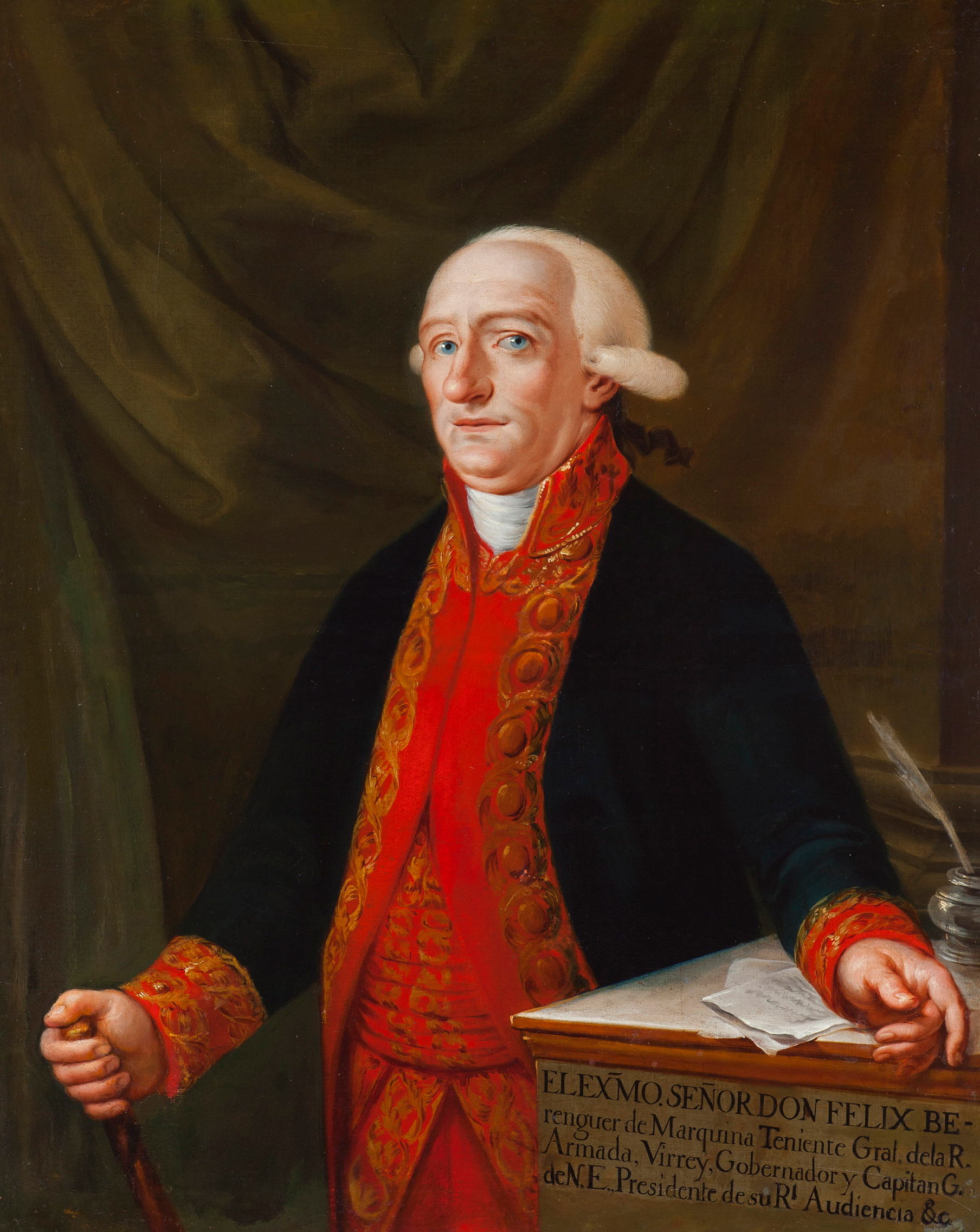
Félix Berenguer de Marquina

- Félix Berenguer de Marquina, 1 jul 1788 - 1 sep 1793
- Rafael María de Aguilar y Ponce de León, 1 sep 1793 - 7 aug 1806
- Mariano Fernández de Folgueras, 7 aug 1806 - 4 mrt 1810
- Manuel Gonzalez de Aguilar, 4 mrt 1810 - 4 sep 1813
- José Gardoqui Jaraveitia, 4 sep 1813 9 dec 1816
- Mariano Fernández de Folgueras, 9 dec 1816 - 30 okt 1822
- Juan Antonio Martínez, 30 okt 1822 - 15 okt 1825
- Mariano Ricafort Palacín y Abarca, 15 okt 1825 - 23 dec 1830
- Pascual Enrile y Alcedo, 23 dec 1830 - 1 mrt 1835
- Gabriel de Torres, 1 mrt 1835 - 23 apr 1835
- Joaquín de Crámer, 23 apr 1835 - 9 sep 1835
- Pedro Antonio Salazar Castillo y Varona, 9 sep 1835 - 27 aug 1837
- Andrés García Camba, 27 aug 1837 - 29 dec 1838
- Luis Lardizábal, 29 dec 1838 - 14 feb 1841
- Marcelino de Oraá Lecumberri, 14 feb 1841 - 17 jun 1843
- Francisco de Paula Alcalá de la Torre, 17 jun 1843 - 16 jul 1844
- Narciso Clavería y Zaldua, 16 jul 1844 - 26 dec 1849
- Antonio María Blanco, 26 dec 1849 - 29 jul 1850
- Antonio de Urbistondo y Eguía, 29 jul 1850 - 20 dec 1853
- Ramón Montero y Blandino, 20 dec 1853 - 2 feb 1854
- Manuel Pavía y Lacy, 2 feb 1854 - 28 okt 1854
- Fernándo Norzagaray y Escudero, 9 mrt 1857 - 12 jan 1860
- Ramón María Solano y Llanderal, 12 jan 1860 - 29 aug 1860
- Juan Herrera Dávila, 29 aug 1860 -  2 feb 1861
- José Lemery e Ibarrola Ney y González, 2 feb 1861 - 7 jul 1862
- Salvador Valdés, 7 jul 1862 -  9 jul 1862
- Rafael de Echague y Bermingham, 9 jul 1862 - 24 mrt 1865
- Joaquín del Solar e Ibáñez, 24 mrt 1865 - 25 apr 1865
- Juan de Lara e Irigoyen, 25 apr 1865 - 13 jul 1866
- José Laureano de Sanz y Posse, 13 jul 1866 - 21 sep 1866
- Juan Antonio Osorio, 21 sep 1866 - 27 sep 1866
- Joaquín del Solar e Ibáñez, 27 sep 1866 - 26 okt 1866
- José de la Gándara, 26 okt 1866 -  7 jun 1869
- Manuel Maldonado, 7 jun 1869 - 23 jun 1869
- Cárlos María de la Torre y Nava Cerrada, 23 jun 1869 -  4 apr 1869
- Rafael de Izquierdo y Gutíerrez, 4 apr 1871 -  8 jan 1873
- Manuel MacCrohon, 8 jan 1873 - 24 jan 1873
- Juan Alminos y de Vivar, 24 jan 1873 - 17 mrt 1874
- Manuel Blanco Valderrama, 17 mrt 1874 - 18 jun 1874 (interim)
- José Malcampo y Monje, 18 jun 1874 - 28 feb 1877
- Domingo Moriones y Murillo, 28 feb 1877 - 20 mrt 1880
- Rafael Rodríguez Arias, 20 mrt 1880 - 15 apr 1880
- Fernando Primo de Rivera, 15 apr 1880 - 10 mrt 1883
- Emilio Molíns, 10 mrt 1883 - 7 apr 1883 (interim)
- Joaquín Jovellar, 7 apr 1883 - 1 apr 1885
- Emilio Molíns, 1 apr 1885 - 4 apr 1885 (interim)
- Emilio Terrero y Perinat, 4 apr 1885 - 1888
- Antonio Molto, 1888 - 1888 (interim)
- Federico Lobaton, 1888 - 1888 (interim)
- Valeriano Wéyler, 1888 - 1891
- Eulogio Despujol, 1891 - 1893
- Federico Ochando, 1893 - 1893 (interim)
- Ramón Blanco, 1893 - 9 dec 1896
- Camilo Polavieja, 13 dec 1891 - 15 apr 1897 (interim)
- José de Lachambre, 15 apr 1897 - 23 apr 1897 (interim)
- Fernando Primo de Rivera, 23 apr 1897 - 11 apr 1898
- Basilio Augustín, 11 apr 1898 - 24 jul 1898
- Fermín Jáudens, 24 jul 1898 - 13 aug 1898 (interim)
- Francisco Rizzo, 13 aug 1898 - 13 aug 1898 (interim)
- Diego de los Ríos, 13 aug 1898 - 10 dec 1898 (interim)